# Johann Wilhelm Archenholz
Johann Wilhelm von Archenholz (Langfuhr, 1741 – Öjendorf, 1813) è stato uno scrittore prussiano.

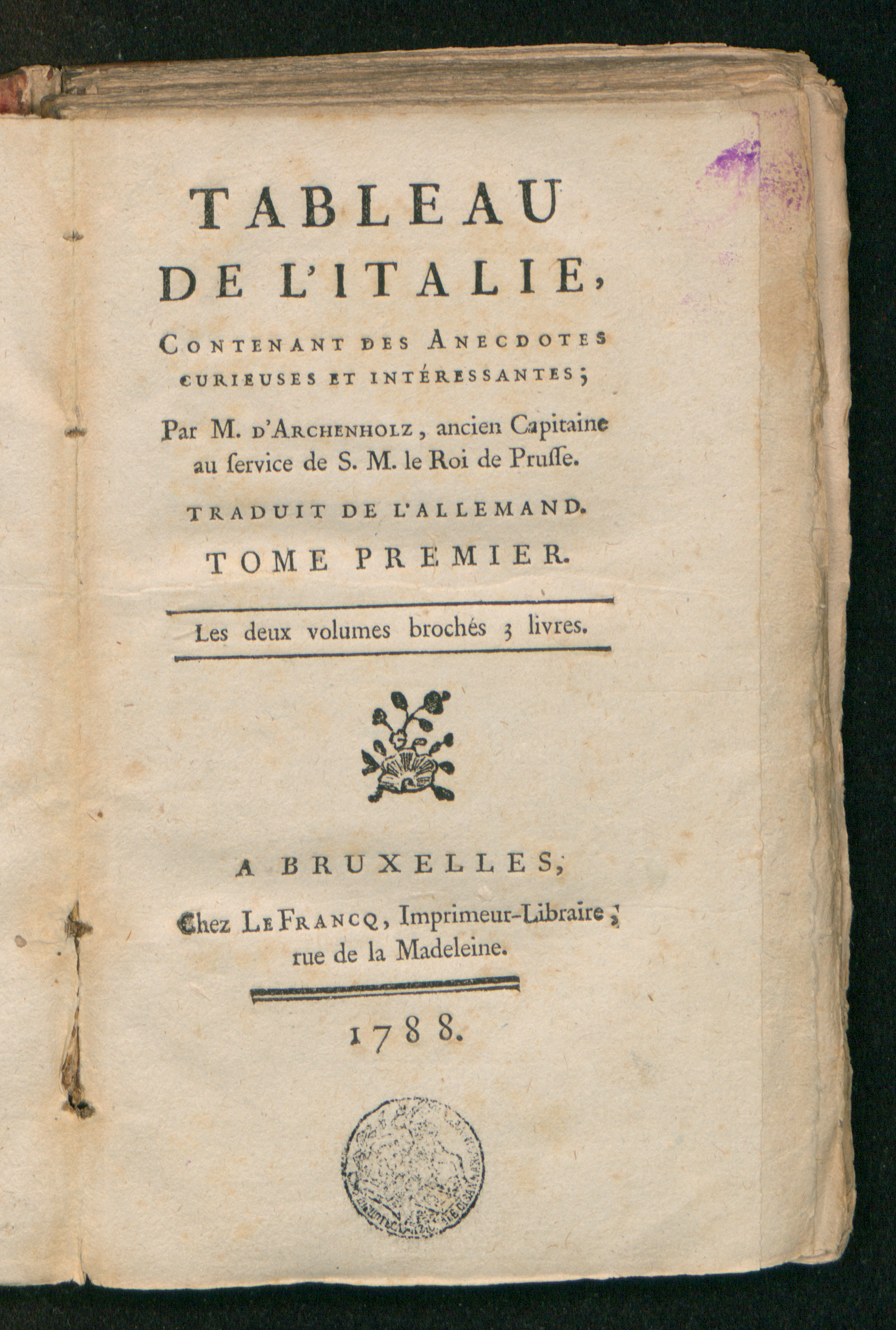
Tableau de l'Italie (edizione francese di Italien), 1788

Ufficiale dell'esercito di Prussia dal 1760 al 1763, fu dapprima scrittore militare, dunque con England und Italien (1795), si affermò come esperto politologo. Partecipò alla Rivoluzione francese ma, espulso dalla Francia, rientrò in patria, ove fu direttore del periodico Minerva.